# Locarno Festival 2020
La 73ª edizione del Locarno Film Festival si è tenuta dal 5 al 15 agosto 2020 con il titolo Locarno 2020 - For the Future of Films.
A causa delle restrizioni dovute alla pandemia di COVID-19 non ci sono state le consuete proiezioni nella Piazza Grande di Locarno, ma solo nelle sale PalaCinema e GranRex di Locarno e PalaVideo di Muralto, come pure in streaming.
Con Locarno 2020 è anche stato presentato il progetto Closer to Life, in collaborazione con la compagnia assicurativa la Mobiliare, per sostenere 78 cinema indipendenti svizzeri. Iniziativa poi confermata per tutto il 2021.

## Apertura e chiusura Locarno 2020: Mucche, robot e quarantena
Il film di apertura è stato First Cow di Kelly Reichardt (Stati Uniti, 2019), presentato il 5 agosto al GranRex di Locarno.
La chiusura di Locarno 2020 si è tenuta il 15 agosto al GranRex di Locarno:
- La France contre les Robots di Jean-Marie Straub (Svizzera, 2020)
- Collection Lockdown by Swiss Filmmakers, produzione Frédéric Gonseth Productions, Turnusfilm e Cinédokké
  - My mom, my son and me, di Andrea Štaka
  - Quasi padre, quasi figlio, di Niccolò Castelli
  - Fuso orario, di Riccardo Bernasconi e Francesca Reverdito
  - L'età del distanziamento sociale, di Robert Ralston
  - Lutto sospeso in tempi incerti, di Alessandra Gavin Mueller
  - Amen, di Manuel Maria Perrone
  - Arancione, di Simona Canonica
  - Oasis, di Lila Ribi Revoir
  - Revoir le printemps - Journal d'un confinement, di Germinal Roaux

## Selezione ufficiale

### The Films After Tomorrow
Sezione dedicata ai registi che, nel pieno della lavorazione dei loro film, hanno dovuto mettere un freno a idee, maestranze, macchine da presa o sale di montaggio per le misure di sicurezza imposte dalla pandemia di COVID-19.

#### Selezione internazionale
- Chocobar, regia di Lucrecia Martel (Argentina/Stati Uniti/Danimarca/Messico)
- Cidade; Campo, regia di Juliana Rojas (Brasile)
- De humani corporis fabrica (The Fabric of the Human Body), regia di Véréna Paravel e Lucien Castaing-Taylor (Francia/Stati Uniti)
- Eureka, regia di Lisandro Alonso (Francia/Germania/Portogallo/Messico/Argentina)
- Human Flowers of Flesh, regia di Helena Wittmann (Germania/Francia)
- I Come From Ikotun, regia di Wang Bing (Francia/Cina)
- Kapag wala nang mga alon (When the Waves Are Gone), regia di Lav Diaz (Filippine/Francia/Portogallo/Danimarca)
- Nowhere Near, regia di Miko Revereza (Filippine/Messico/Stati Uniti)
- Petite Solange, regia di Axelle Ropert (Francia)
- Selvajaria, regia di Miguel Gomes (Portogallo/Francia/Brasile/Cina/Grecia)

#### Selezione svizzera
- Azor, regia di Andreas Fontana (Svizzera/Argentina/Francia)
- Ein Stück Himmel, regia di Michael Koch (Svizzera/Germania)
- Far West, regia di Pierre-François Sauter (Svizzera/Portogallo/Italia)
- A Flower in the Mouth, regia di Eric Baudelaire (Svizzera/Francia)
- L'Afrique des femmes, regia di Mohammed Soudani (Svizzera/Costa d’Avorio)
- Les histoires d'amour de Liv S., regia di Anna Luif (Svizzera)
- LUX, regia di Raphaël Dubach e Mateo Ybarra (Svizzera)
- Olga, regia di Elie Grappe (Svizzera/Francia)
- Unrueh', regia di Cyril Schäublin (Svizzera)
- Zahorí, regia di Marí Alessandrini (Svizzera/Argentina/Cile/Francia)

### Pardi di domani
Cortometraggi e mediometraggi realizzati da cineasti indipendenti o da studenti di cinema che non hanno mai realizzato un lungometraggio.

#### Concorso internazionale
- 1978, regia di Hamza Bangash (Pakistan)
- An Act of Affection, regia di Viet Vu (Portogallo/Vietnam)
- Aninsri Daeng (Red Aninsri; Or, Tiptoeing on the Still Trembling Berlin Wall), regia di Ratchapoom Boonbunchachoke (Tailandia)
- Bethlehem 2001, regia di Ibrahim Handal (Palestina)
- Digital Funeral: Beta Version, regia di Sorayos Prapapan (Thailandia)
- Ekti ekgheye film (A Boring Film), regia di Mahde Hasan (Bangladesh)
- Fish Bowl, regia di Ngabo Emmanuel (Ruanda)
- Giòng Sông Không Nhìn Thấy (The Unseen River), regia di Phạm Ngọc Lân (Vietnam/Laos)
- Gramercy, regia di Pat Heywood e Jamil McGinnis (Stati Uniti)
- Here, Here, regia di Joanne Cesario (Filippine)
- History of Civilization, regia di Zhannat Alshanova (Kazakistan)
- I Ran From It and Was Still In It, regia di Darol Olu Kae (Stati Uniti)
- Icemeltland Park, regia di Liliana Colombo (Italia/Gran Bretagna)
- Kako Sam Pobedio Lepak I Bronzu (How I Beat Glue and Bronze), regia di Vladimir Vulević (Serbia/Germania)
- Life on the Horn, regia di Mo Harawe (Somalia/Austria/Germania)
- Memby, regia di Rafael Castanheira Parrode (Brasile)
- Nour (Noor), regia di Rim Nakhli (Tunisia)
- O Black Hole!, regia di Renee Zhan (Gran Bretagna)
- Pacífico Oscuro, regia di Camila Beltrán (Francia/Colombia)
- Parcelles S7 (Land Lot S7), regia di Abtin Sarabi (Senegal/Iran/Francia)
- Play Schengen, regia di Gunhild Enger (Norvegia)
- Retour à Toyama, regia di Atsushi Hirai (Francia/Giappone)
- Spotted yellow (Zarde Khaldar), regia di Baran Sarmad (Iran)
- Statul paralel (The Parallel State), regia di Octav Chelaru (Romania)
- Szünet (Break), regia di Levente Kölcsey (Ungheria)
- Tacong an Chu Lai (Cloud of the Unknown), regia di Gao Yuan (Cina)
- The Chicken, regia di Neo Sora (Stati Uniti)
- The End of Suffering (A Proposal), regia di Jacqueline Lentzou (Grecia)
- Thiên đường gọi tên (A Trip to Heaven), regia di Duong Dieu Linh (Vietnam/Singapore)
- Thoughts on the Purpose of Friendship, regia di Charlie Hillhouse (Australia)
- Where to Land, regia di Sawandi Groskind (Finlandia)

#### Concorso nazionale
- Bugs, regia di David Shongo (Repubblica Democratica del Congo/Svizzera)
- Écorce, regia di Samuel Patthey e Silvain Monney (Svizzera)
- Espiritos e Rochas: um Mito Açoriano, regia di Aylin Gökmen (Svizzera/Portogallo/Belgio/Ungheria)
- Grigio. Terra bruciata, regia di Ben Donateo (Svizzera/Italia)
- Lachsmänner, regia di Veronica L. Montaño, Manuela Leuenbergere, Joel Hofmann (Svizzera)
- Megamall, regia di Aline Schoch (Svizzera)
- Menschen am Samstag, regia di Jonas Ulrich (Svizzera)
- Nha Mila, regia di Denise Fernandes (Portogallo/Svizzera)
- Push This Button If You Begin to Panic, regia di Gabriel Böhmer (Gran Bretagna/Svizzera)
- The De Facto Martyr Suite, regia di Justine de Gasquet (Svizzera)
- Trou Noir, regia di Tristan Aymon (Svizzera)
- Um Tordo Batendo As Asas Contra o Vento, di Alexandre Haldemann (Svizzera)

### Open Doors Screenings
Sezione che esplora le cinematografie di Indonesia, Filippine, Malesia e Myanmar.

#### Selezione lungometraggi
- Apparition (Aparisyon), regia di Isabel Sandoval (Filippine/Stati Uniti, 2012)
- Atambua 39° Celsius, regia di Riri Riza (Indonesia, 2012)
- Clash (Engkwentro), regia di Pepe Diokno (Filippine, 2009)
- Memories of my Body (Kucumbu tubuh indahku), regia di Garin Nugroho (Indonesia, 2018)
- Sell Out!, regia di Yeo Joon Han (Malesia, 2008)
- Six Degrees of Separation from Lilia Cuntapay, regia di Antoinette Jadaone (Filippine, 2011)
- Songlap, di Effendee Mazlan e Fariza Azlina Isahak (Malesia, 2011)
- Tender Are the Feet (Ché phawa daw nu nu), regia di Maung Wunna (Myanmar, 1973)
- Masahista - Il massaggiatore (Masahista), regia di Brillante Mendoza (Filippine, 2005)
- What They Don't Talk About When They Talk About Love, regia di Mouly Surya (Indonesia, 2013)

#### Selezione cortometraggi
- A Gift (Kado), regia di Aditya Ahmad (Indonesia, 2018)
- Babylon, regia di Keith Deligero (Filippine, 2017)
- High Way, regia di Chia Chee Sum (Malesia, 2018)
- Liar Land, regia di Ananth Subramaniam (Malesia, 2019)
- Listen, regia di Min Min Hein (Myanmar/Stati Uniti/Giappone, 2017)
- Man of Pa-aling (Manong ng pa-aling), di E del Mundo (Filippine/Stati Uniti, 2017)
- No One Is Crazy in This Town (Tak Ada yang Gila di Kota Ini), regia di Wregas Bhanuteja (Indonesia, 2019)
- On Friday Noon, regia di Luhki Herwanayogi (Indonesia, 2016)
- The Ruby, regia di Ling Low (Malesia, 2019)
- Mg Bhone, regia di Mg Bhone (Myanmar, 2018)

### Open Doors Hub
- Fruit Gathering, regia di Aung Phyoe (Myanmar/Francia/Repubblica Ceca)
- Inside the Yellow Cocoon Shell (Bên trong vo kén vàng), di Pham Thien An (Vietnam/Singapore/Francia)
- The Godmothers, regia di Anucha Boonyawatana (Thailandia/Stati Uniti)
- This City is a Battlefield (Perang Kota), regia di Mouly Surya (Indonesia/Singapore/Filippine)
- Tropical Gothic, regia di Isabel Sandoval (Filippine)
- Oasis of Now, regia di Chee Sum Chia (Malesia)
- Ze, regia di Lkhagvadulam Purev-Ochir (Mongolia/Francia)
- Zsa Zsa Zaturnnah vs the Amazonistas of Planet X, regia di Avid Liongoren (Filippine/Francia)

## Sezioni non competitive

### Un viaggio nella storia del Festival
Sezione che ripercorre gli oltre 70 anni di storia della manifestazione, dal 1946 al 2019, con venti titoli scelti dai registi che partecipano a The Films After Tomorrow.
- Germania anno zero, regia di Roberto Rossellini (Italia/Francia/Germania, 1948)  ·  Locarno 3
- Comizi d'amore, regia di Pier Paolo Pasolini (Italia, 1964)  ·  Locarno 17
- Terra in trance (Terra em Transe), regia di Glauber Rocha (Brasile, 1967)  ·  Locarno 20
- Charles mort ou vif, regia di Alain Tanner (Svizzera, 1969)  ·  Locarno 22
- Invasión, regia di Hugo Santiago (Argentina, 1969)  ·  Locarno 22
- Quando un grave pericolo è alle porte le vie di mezzo portano alla morte (In Gefahr und größter Not bringt der Mittelweg den Tod), di Alexander Kluge e Edgar Reitz (Germania Ovest, 1974)  ·  Locarno 28
- India Song, regia di Marguerite Duras (Francia, 1975)  ·  Locarno 28
- Mababangong Bangungot (Perfumed Nightmare), regia di Kidlat Tahimik (Filippine, 1977)  ·  Locarno 30
- E Nachtlang Füürland, regia di Clemens Klopfenstein e Remo Legnazzi (Svizzera, 1981)  ·  Locarno 34
- Stranger Than Paradise - Più strano del paradiso (Stranger Than Paradise), regia di Jim Jarmusch (Stati Uniti/Germania Ovest, 1984)  ·  Locarno 37
- The Terrorizers (Kǒng bù fèn zǐ), regia di Edward Yang (Taiwan, 1986)  ·  Locarno 40
- Il bebè (O Bobo), regia di José Álvaro Morais (Portogallo, 1987)  ·  Locarno 40
- Il settimo continente (Der siebente Kontinent), regia Michael Haneke (Austria, 1989)  ·  Locarno 42
- Metropolitan, regia di Whit Stillman (Stati Uniti, 1990)  ·  Locarno 43
- Rapado, regia di Martín Rejtman (Argentina/Paesi Bassi, 1992)  ·  Locarno 45
- Nel nome di Cristo (Au nom du Christ), regia di Roger Gnoan M'Bala (Costa d’Avorio/Svizzera, 1993)  ·  Locarno 46
- Pane e fiore (Noon-O-Goldoon), regia di Mohsen Makhmalbaf (Iran/Francia, 1996)  ·  Locarno 49
- Cavallo Denaro (Cavalo Dinheiro), regia di Pedro Costa (Portogallo, 2014)  ·  Locarno 67
- No Home Movie, regia di Chantal Akerman (Belgio/Francia, 2015)  ·  Locarno 68
- M, regia di Yolande Zauberman (Francia, 2018)  ·  Locarno 71

### Through the Open Doors
Sezione che ripercorre il lavoro di scoperta intrapreso da Open Doors nei suoi 18 anni di esistenza.
- Made in Bangladesh, regia di Rubaiyat Hossain (Francia/Bangladesh/Danimarca/Portogallo, 2019)
- Necktie Youth, regia di Sibs Shongwe-La Mer (Sud Africa/Paesi Bassi, 2015)
- Keep Smiling (Gaigimet), regia di Rusudan Chkonia (Georgia/Francia/Lussemburgo, 2012)
- Sur la planche, regia di Leïla Kilani (Marocco/Francia/Germania, 2011)
- Winter Vacation (Han jia), regia di Li Hongqi (Cina, 2010)
- Teza, regia di Haile Gerima (Etiopia, 2008)
- Madeinusa, regia di Claudia Llosa (Perù, 2006)
- I Am the One Who Puts Flowers on Her Grave (Ana alati tahmol azouhour ila qabriha), regia di Hala Alabdalla (Siria/Francia, 2006)
- Kairat, regia di Darezhan Omirbaev (Kazakistan, 1992)
- Yeelen, la luce (Yeelen), regia di Souleymane Cissé (Mali, 1987)

### Fuori orario. Cose (mai) viste
Proiezioni organizzate con la trasmissione di Rai 3 Fuori orario. Cose (mai) viste
- La madre, regia di Jean-Marie Straub (2012) - cortometraggio
- Chant d'hiver, regia di Otar Iosseliani (2015)
- Kommunisten, regia di Jean-Marie Straub e Danièle Huillet (2014)
- Fortini/Cani, regia di Jean-Marie Straub e Danièle Huillet (1976)

## Giurie

### Giuria della selezione internazionale
- Nadav Lapid, regista (Israele)
- Lemohang Jeremiah Mosese, regista (Lesotho)
- Kelly Reichardt, regista (Stati Uniti d'America)

### Giuria della selezione svizzera
- Mohsen Makhmalbaf, regista (Iran)
- Alina Marazzi, regista (Italia)
- Matías Piñeiro, regista (Argentina)

### Giuria dei Pardi di domani
- Kiri Dalena, regista e artista visiva (Filippine)
- Mamadou Dia, regista (Senegal)
- Claudette Godfrey, Senior Film Programmer SXSW (Stati Uniti d’America)

### Giuria Cinema&Gioventù The Films After Tomorrow
Composta da Indra Crittin, Alice Fuchs, Yann Schlaefli, Imène Benlachtar, Matilde Casari, Alana Guarino Giner, Jacopo Merlini, Niccolò Odorico, Andrea Melone, Félicien Lovis e Melissa Flutsch.

### Giuria Cinema&Gioventù Pardi di domani
Composta da Gianluca Beffa, Giovanni Bonzanino, Anna Stampanoni, Nora Liedtke, Ginevra Gennari, Lorenzo Alosi, Anne Sophie Zuber, Anne Fischer e Ivan Sokolov.

### Giuria Cinema&Gioventù Open Doors Screenings
Composta da Isabella Corsini, Ludovico Romagnoli, Sara Luna Mobiglia, Malika Brigadoi, Ludovic Solioz, Manuel Gobet, Neva Kammeramann, Lydia Cuda e Zoé Lötscher.

## Premi
La cerimonia di premiazione si è tenuta il 14 agosto 2020 in streaming:

### Selezione internazionale
- Pardo 2020 al miglior progetto: Chocobar di Lucrecia Martel
- Campari Award premio speciale della giuria: Selvajaria di Miguel Gomes
- Swatch Award al progetto internazionale più innovativo: De humani corporis fabrica di Véréna Paravel e Lucien Castaing-Taylor

### Selezione svizzera
- Pardo 2020 al miglior progetto svizzero: Zahorí di Marí Alessandrini
- SRG SSR Award: LUX di Raphaël Dubach e Mateo Ybarra

### Pardi di domani
- Pardino d'oro SRG SSR per il miglior cortometraggio internazionale: I Ran From It and Was Still In It di Darol Olu Kae
- Pardino d'argento SRG SSR per un cortometraggio internazionale: History of Civilization di Zhannat Alshanova
- Premio Medien Patent Verwaltung AG: Thiên đường gọi tên (A Trip to Heaven) di Duong Dieu Linh
- Menzione speciale: Life on the Horn di Mo Harawe
- Pardino d'oro Swiss Life per il miglior cortometraggio svizzero: Menschen am Samstag di Jonas Ulrich
- Pardino d'argento Swiss Life per un cortometraggio svizzero: Trou Noir di Tristan Aymon
- Premio per la migliore speranza svizzera: Lachsmänner di Veronica L. Montaño, Manuela Leuenbergere, Joel Hofmann

### Cinema&Gioventù The Films After Tomorrow
- Premio al miglior progetto internazionale: Cidade; Campo di Juliana Rojas
- Premio al miglior progetto svizzero: Azor di Andreas Fontana
- Premio Ambiente è qualità di vita: Eureka di Lisandro Alonso

### Cinema&Gioventù Pardi di domani
- Premio al miglior cortometraggio internazionale: Aninsri Daeng (Red Aninsri; Or, Tiptoeing on the Still Trembling Berlin Wall) di Ratchapoom Boonbunchachoke
- Premio al miglior cortometraggio svizzero: Trou Noir di Tristan Aymon

### Cinema&Gioventù Open Doors Screenings
- Premio al miglior cortometraggio: A Gift (Kado) di Aditya Ahmad
- Menzione speciale: Liar Land di Ananth Subramaniam
- Premio Ambiente è qualità di vita al miglior lungometraggio: Sell Out! di Yeo Joon Han
- Menzione speciale: Clash (Engkwentro) di Pepe Diokno